# SoFFin
La SoFFin (Sonderfonds Finanzmarktstabilisierung - Fonds spécial de stabilisation des marchés financiers) est un programme du gouvernement allemand dont le but est de stabiliser et restaurer la confiance dans les marchés financiers.

Il a été créé au milieu de la crise financière le 17 octobre 2008 par le Parlement allemand et adopté le 20 octobre 2008.
Depuis le 31 décembre 2010, il a arrêté d'offrir de nouveaux services mais continue de gérer les garanties existantes.
En novembre 2011, il a été annoncé qu'il pourrait être réactivé pour d'éventuelles nouvelles difficultés si nécessaire.
Initialement il fut établi comme une agence de la Deutsche Bundesbank et fut supervisé par le Ministre fédéral des Finances. Le fonds a été géré par le Dr Hannes Rehm.
Les opérations ont été conduites à travers trois tâches :
- Fournir de la liquidité au moyen de garanties pour de la dette spécialement émise par des institutions financières éligibles
- Investir dans les fonds propres (recapitalisation)
- Acheter des titres lors des opérations d'open market

La SoFFin pouvait apporter des garanties jusqu'à 400 milliards d'euros et recapitaliser ou acheter des actifs pour 80 milliards d'euros supplémentaires.
En janvier 2011, la SoFFin fut réorganisée sous l'Agence fédérale de stabilisation des marchés financiers (FMSA).